# Тегель, Эрик Ёранссон
Тегель, Эрик Ёранссон (швед. Erik Jöransson Tegel; 1563 — 12 февраля 1636) — шведский историк, сын временщика при Эрике XIV Ёрана Перссона (1530-1568). С 1627 г. стал носить имя Тегель, так как в его гербе были изображены три кирпича (швед. tegel).
Спустя некоторое время после казни отца (1568) Тегель был отвезен в Германию и возвратился в Швецию лишь по смерти короля Юхана III. Поступив на службу к герцогу Карлу (впоследствии король Карл IX), Тегель исполнил несколько секретных миссий, например, присутствовал в качестве герцогского шпиона на краковском сейме 1593 году.
В 1596 году Тегель был отправлен герцогом в Данию на коронацию Кристиана IV, откуда вывез новоизданную Витфельдом историю Кристиана III. Поскольку герцогу Карлу не понравилось, как в ней был представлен Густав Васа, то он поручил Тегелю написать свою историю этого короля, что привело к составлению последним "Истории Густава" (Then stormechtighe, höghborne furstes och christelige herres her Gustaffs, fordom Sveriges... konungs historia) (1622). «История Густава» — добросовестная компиляция, имеющая значение источника, так как в ней цитируется множество писем и актов, которые не сохранились до наших дней. Карл многое исправил в хронике Тегеля в то время, как она еще писалась, что дало Тегелю повод назвать её произведением самого герцога. Перу Тегеля принадлежит также «История Эрика XIV» (издана в 1751 г.), касающаяся преимущественно внешней стороны царствования.
Около 1602 года стал секретарём королевской канцелярии, 1608 – кастелян Стокгольмского замка. В 1627 году было подтвержден дворянский титул его отца, и Тегель был внесён в матрикул Рыцарского собрания.
Ему поручалось председательство на риксдагах, где он выступал сторонником королевских интересов. Со вступлением на престол Густава II Адольфа влияние Тегеля значительно уменьшилось.
Heизданным остался памфлет Тегеля, направленный против историка Мессениуса.